# 非洲聯盟的語言
非洲聯盟的語言是指非洲聯盟的官方語言，以及非洲聯盟成員國民眾使用的語言。

## 非洲聯盟的語言政策
非洲聯盟憲法規定的工作語言為：非洲語言（如果可能的話）、阿拉伯語、英語、法語和葡萄牙語。一項2003年採納的增修憲法條文協議，將非洲聯盟的官方語言定義為：阿拉伯語、英語、法語、葡萄牙語、西班牙語、史瓦希利語和任何其他的非洲語言，並把使用官方語言和工作語言的程序和實際形式交由執行委員會決定。該增修條文會在得到2/3的成員國批准後生效。
2000年底非洲聯盟創立非洲語言學院推行語言政策協調非洲大陸多樣化的語言，和實現瀕危語言或死語的語言復興。

## 非洲聯盟成員國的語言

### 北非
- 阿尔及利亚 – 官方語言為阿拉伯語和柏柏爾語（Tamaziɣt）。另外，統治階級和社會菁英會說法語。
- 埃及 – 官方語言為阿拉伯語，埃及阿拉伯語廣為通行。英語和法語是貿易和教育主要使用的語言。科普特人（Copt）和亞歷山大科普特正教會會說科普特語（由古代埃及人的語言演變而來）。
- 利比亞 – 官方語言為阿拉伯語。有些人會說柏柏爾語。
- 摩洛哥 – 官方語言為阿拉伯語和柏柏爾語。法語廣為通行。
- 苏丹 – 官方語言為阿拉伯語和英語。有些人會說努比因語（英语：Nobiin language）（Nobiin，由古代努比亞人的語言（英语：Old Nubian language）演變而來），此外還有一百多種本地語言。境內的一支游牧民族貝扎人說貝扎語（英语：Beja language）（Bidhaawyeet），是該國唯一屬於古實語族的語言。
- 南蘇丹 – 官方語言為英語。朱巴阿拉伯語（英语：Juba Arabic）是首都常用的通用語。丁卡語（Dinka）等為該國重要的民族語言。
- 突尼西亞 – 官方語言為阿拉伯語。法語是重要的通用語。有些人會說柏柏爾語。古迦太基使用的腓尼基布匿語在公元六世紀時已絕跡。
- 撒拉威阿拉伯民主共和國 – 官方語言為阿拉伯語和西班牙語。有些人會說柏柏爾語。

### 非洲之角
- – 官方語言為阿拉伯語和法語。阿法爾語（Afa）和索馬利亞語（Somali）廣為通行。
- – 沒有法定的官方語言，但政府文書使用阿拉伯語、英語、義大利語和提格利尼亞語（Tigrinya）。吉茲語是當地東方正統教會的儀式語言。
- 衣索比亞 – 官方語言為阿姆哈拉語（Amarəñña）。國內最大的民族奧羅莫人說奧羅莫語（Oromo）。吉茲語（Ge'ez，古代的衣索比亞語言）是當地衣索比亞正教的儀式語言。
- – 官方語言為阿拉伯語和索馬利亞語。

### 東南非
- – 官方語言為法語和克倫地語（Kirundi，班圖語的一種）。許多人也會說史瓦希利語（Swahili，班圖語的一種）。
- – 官方語言為史瓦希利語和英語。境內的盧歐族說盧歐語（Dholuo），遊牧民族馬賽人說馬賽語（Maasai）。
- 卢旺达 – 官方語言為盧安達語（Kinyarwanda，班圖語的一種）、史瓦希利語、法語和英語。
- 坦桑尼亚 – 官方語言為史瓦希利語和英語。境內的盧歐族說盧歐語，遊牧民族馬賽人說馬賽語。
- 乌干达 – 官方語言為史瓦希利語和英語。盧干達語（Oluganda，班圖語的一種）是該國最廣泛通行的語言。

### 印度洋
- – 官方語言為阿拉伯語、法語和葛摩語（史瓦希利語的方言）。
- 马达加斯加 – 官方語言為英語和馬拉加斯語。
- 模里西斯 – 官方語言法定為英語，但法語和模里西斯克里奧爾語才是最廣泛的通行語言。
- 塞舌尔 – 官方語言為英語、法語和塞席爾克里奧爾語。

### 南非
- 安哥拉 – 官方語言為葡萄牙語。民族語言為姆班杜語（Umbundu，班圖語的一種）、剛果語、金邦杜語（Kimbundu，班圖語的一種）等等。
- – 官方語言為英語和札那語。札那語（Tswana，班圖語的一種）是最普遍的民族語言。科伊科伊人和桑人說科伊桑語。
- – 官方語言為英語和史瓦帝語（siSwati，班圖語的一種）。
- 賴索托 – 官方語言為英語和塞索托語（Sesotho，班圖語的一種）。
- 马拉维 – 官方語言為齊切瓦語（Chewa，班圖語的一種）和英語。
- 莫桑比克 – 官方語言為葡萄牙語。好幾種班圖語，如馬庫瓦語（英语：Makhuwa language）（Emakhuwa，班圖語的一種）、塞那語（英语：Sena language）（Sena，班圖語的一種）、齊切瓦語、聰加語、史瓦希利語是本地語言。
- 纳米比亚 – 官方語言為英語。奧萬博語（英语：Ovambo language）（Oshiwambo，班圖語的一種）是當地最大的本地語言。科伊科伊人和桑人說科伊桑語。
- 尚比亞 – 官方語言為英語。好幾種班圖語是本地語言。本巴語（Chibemba，班圖語的一種）是尚比亞原住民使用人數最多的語言。
- 辛巴威 – 官方語言有十六種，英語是該國的通用語，科伊科伊人和桑人說科伊桑語（國內唯一的科伊桑語為Tjwao方言（英语：Tjwao dialect）），其餘的官方語言除手語外皆屬班圖語系，包括修納語（Shona）、北恩德貝萊語（Zimbabwe Ndebele）、齊切瓦語、齊巴威語（Chibarwe，塞納語（英语：Sena language）的方言）、卡蘭加語（英语：Kalanga language）（Kalanga）、南比亞語（英语：Nambya language）（Nambya）、恩度方言（英语：Ndau dialect）（Ndau，修納語的方言）、聰加語（辛巴威稱為Shangani）、塞索托語、東加語（Tonga）、札那語、文達語以及科薩語。修納語和北恩德貝萊語是該國最大的本地語言。在2013年的新憲法頒布之前，英語是唯一的官方語言。
- 南非 –官方語言有十一種：南非荷蘭語、英語、南恩德貝萊語（isiNdebele）、北索托語（Sesotho sa Leboa）、塞索托語、史瓦帝語、聰加語（Xitsonga）、札那語、文達語（Tshivenḓa）、科薩語（Xhosa）以及祖魯語（Zulu）。南非荷蘭語和英語為南非種族隔離時期唯二的官方語言，其餘九種為班圖語，在新憲法中獲得官方地位。祖魯語是24%的南非人的母語，也是南非最大的語言。

### 中非
- 喀麦隆 – 官方語言為英語和法語，喀麥隆皮欽英語廣為通行。近乎二百五十種的本地語言屬於二十四種主要的非洲語系，喀麥隆是世界上語言最為分歧多樣的國家之一，包括了富拉語、貝蒂語（Beti，班圖語的一種）、巴穆姆語（Bamum）等。
- 中非 – 官方語言為法語和桑戈語（Sango）。
- – 官方語言為阿拉伯語和法語。 卡努里語（Kànùrí）曾因加涅姆帝國及博爾努帝國的統治在查德湖地區廣為通行，有著悠久的歷史；與之有關的游牧民族塔布人（Toubou）說與卡努里語同一語族的語言：泰達語（英语：Teda language）（Teda）和達薩語（英语：Daza language）（Daza）。不過，卡努里語作為傳統通用語的地位逐漸被豪薩語和阿拉伯語取代。
- 刚果民主共和国 – 官方語言為法語。民族語言為剛果語（Kikongo，班圖語的一種）、史瓦希利語、林格拉語（Lingala，班圖語的一種）和盧巴開賽語（英语：Luba-Kasai language）（Luba-Kasai，班圖語的一種）。
- 刚果共和国 – 官方語言為法語，但主要是文化菁英用來交談。最常通行的通用語是林格拉語和吉土巴語（Kituba，基於剛果語的一種混合語）。
- 赤道几内亚 – 官方語言為西班牙語、法語和葡萄牙語。
- 加彭 – 官方語言為法語。民族語言為班圖語系的語言。
- 聖多美和普林西比 –官方語言為葡萄牙語。

### 西非
- – 官方語言為法語。在南方最普遍的交談語言為約魯巴語（ Yoruba）和豐語（Fon），在北方則有六種主要語言。
- 布吉納法索 – 官方語言為法語。民族語言為莫西語（Mossi）、迪尤拉語（Dyula，曼德語族之一，和班巴拉語很相近）和富拉語（Fula）。
- – 官方語言為葡萄牙語。維德角克里奧爾語廣為通行。
- – 官方語言為法語。七十多種本地語言為尼日-剛果語系，當中最廣泛通行的是迪尤拉語。
- – 官方語言為英語。多種本地語言為尼日-剛果語系。
- – 官方語言為英語。最大宗的本地語言為阿坎语（Akan）。
- 几内亚 – 官方語言為法語。富拉語、曼丁哥語（Mandinka，曼德語族之一）和蘇蘇語（Sosoxi，曼德語族之一）是當地的民族語言。
- – 官方語言為葡萄牙語。以葡萄牙語為基礎的克里奧爾語幾內亞比索克里奧爾語（英语：Guinea-Bissau Creole） 是當地的最廣泛的通行語言。
- 利比里亚 – 官方語言為英語。
- – 官方語言為法語。班巴拉語（Bamanankan，曼德語族之一）是最主要的通用語，也是民族語言之一。其他的民族語言包括富拉語、桑海語（Songhai）、索寧克語（英语：Soninke language）（Sooninkanxanne，曼德語族之一）、圖阿雷格語（Tamasheq，柏柏爾語的一種）等等。保有自己宗教傳統的多貢人（Dogon）說多貢諸語言（英语：Dogon languages）。
- 毛里塔尼亚 – 官方語言為阿拉伯語。哈桑語（Ḥassānīya，馬格里布阿拉伯語的一支）是當地的通用語。菁英階級會用法語。
- 尼日尔 – 官方語言為法語。豪薩語（Hausa，西非地區的商業通用語）、富拉語、桑海語、圖阿雷格語等是當地重要的民族語言。
- 奈及利亞 – 官方語言為英語。豪薩語、約魯巴語（Èdè Yorùbá）、伊博語（Asụsụ Igbo）、富拉語、伊比比奧（英语：Ibibio language）-艾菲克語（英语：Efik language）（Ibibio-Efik）、卡努里語、蒂夫語（Tiv）、埃多語（英语：Edo language）（Ẹ̀dó）、伊爵語（英语：Ijaw languages）（Ijaw）、努佩語（英语：Nupe language）（Nupe）等許多語言為當地的民族語言。本土語言超過五百種。
- 塞内加尔 – 官方語言為法語。沃洛夫語（Wolof）是最重要的本土語言和通用語。其他的民族語言包括，富拉語（當地稱為Pulaar）、塞雷尔语（Seereer）、索寧克語（英语：Soninke language）、曼丁哥語等等。
- – 官方語言為英語。獅子山克里奧爾語（英语：Krio language）廣泛通行。門德語（Mende，曼德語族之一）和譚姆恩語（英语：Temne language）（Temne）分別為南部省份和北部省份的通用語。
- 多哥 – 官方語言為法語。民族語言為埃維語（Èʋe）和卡比耶語（Kabiyé）。

## 非成員國的語言

### 東非
- – 官方語言為索馬利亞語，阿拉伯語是常用語言。

## 外部連結
- 非洲語言學院
- 非洲國家的語言（ethnologue） （页面存档备份，存于）
- 非洲國家的語言（Nations Online Project） （页面存档备份，存于）